# Ignaz Franz
Ignaz Franz (Protzan, 12 oktober 1719 - Frankenstein, 19 augustus 1790) was een Duits priester en schrijver van kerkliederen.
Franz studeerde aan de universiteit van Breslau en werd in 1742 door prins-bisschop Ludwig von Sinzendorf van het prinsbisdom Raab priester gewijd. Meteen daarop werd hij kapelaan in Großglogau.
Hij werd in 1766 door de aartsbisschop van Breslau benoemd tot rector van het aartsdiocesaan grootseminarie aldaar. Niet veel later publiceerde hij een gezangboek, waarin hij - deels - Duitse vertalingen gaf van tot dan toe vooral in het Latijn bekende gezangen. Zijn hymne Großer Gott, wir loben dich, is een bekend gezang in zowel de katholieke als in de hervormde kerken (444 LdK). In de vertaling van Hélène Swarth wordt het in het Nederlands taalgebied veel gezongen.